# مايكل هوارد (مؤرخ عسكري)
مايكل هوارد (بالإنجليزية: Michael Howard) (و. 1922  م) هو مؤرخ عسكري، وكاتب سير ذاتية، وكاتب غير روائي، وأستاذ جامعي، وضابط بريطاني، هو عضوٌ في الأكاديمية الأمريكية للفنون والعلوم، والأكاديمية البريطانية، ويحمل رتبة ملازم.

## مناصب
تولى منصب أستاذ ريجيس للتاريخ ‏ (1980–1989)
.

## التعليم
تعلم في كنيسة المسيح، أكسفورد، وتعلم في كلية ولينغتون (بركشاير)
.

## الخدمة العسكرية
خدم في الجيش البريطاني.

## جوائز
حصل على جوائز منها:
- الصليب العسكري
- زميل الأكاديمية البريطانية
- نيشان الامبراطورية البريطانية من رتبة قائد
- زمالة الجمعية التاريخية الملكية